# محمد صادق (كاتب)
 محمد صادق (مواليد القاهرة 1987) كاتب مصري وعضو اتحاد كتاب مصر، ثم التحق بالهندسة في جامعة العاشر من رمضان ثم تركها عام 2011 ليتفرغ للكتابة الروائية، يدرس حاليا في كلية الإعلام جامعة القاهرة للتعليم المفتوح.

## أعماله
- في نوفمبر عام 2010 صدرت أول رواية له طه الغريب عن دار أكتب للنشر والتوزيع.
- في يناير عام 2012 صدرت رواية بضع ساعات في يوم ما عن الرواق للنشر والتوزيع وصعدت قوائم الأكثر مبيعا.
- عام 2014 صدرت رواية هيبتا عن دار الرواق للنشر والتوزيع، والتي لاقت نجاحا كبيرا وتصدرت قوائم الأكثر مبيعا لمدة ثلاثة أعوام، وتم تحويلها لفيلم سينمائي بعنوان هيبتا (فيلم) عام 2016 بطولة ماجد الكدواني عمرو يوسف ياسمين رئيس دينا الشربيني أحمد داوود أحمد مالك جميلة عوض سيناريو وائل حمدي إخراج هادي الباجوري إنتاج شركة ذا بروديوسرز، وحقق أكثر من ثلاثين مليون جنية إيرادات. وحصل على عدد من الجوائز المحلية والعربية والعالمية.
- في مايو عام 2015 أصدر محمد صادق رواية انستا حياة،
- عام 2017 أصدر روايته الخامسة أنت: فليبدأ العبث. ومن المقرر أن تصبح فيلماً في عام 2019.[بحاجة لمصدر]
- عام 2019 أصدر روايته السادسة إذما وتم نشر الرواية في يناير من سنة 2020 عن دار الرواق للنشر والتوزيع.

## وظائف سابقة
مسؤول باب الأدب في مجلة كلمتنا من عام 2009 إلى عام 2013.

## مؤلفاته
- طه الغريب، دار اكتب للنشر، 2010

- بضع ساعات في يوم ما، دار رواق للنشر والتوزيع، 2012
- هيبتا، دار الرواق للنشر والتوزيع، 2014
- انستا حياة، دار الرواق للنشر والتوزيع، 2015
- أنت: فليبدأ العبث، دار الرواق للنشر والتوزيع، 2017
- إذْمَا، دار الرواق للنشر والتوزيع، 2020